# Viva!グランパス
『Viva!グランパス』（ビバ グランパス）は、1996年4月7日から1997年3月30日まで中京テレビで放送されていた名古屋グランパスエイトの情報番組である。それ以前にも1992年4月12日から1996年3月27日まで『Viva!サッカー』（ビバ サッカー）と題して放送されていた。

## 概要

### Viva!サッカー
Jリーグが開幕する以前の1992年春、かつて中日ドラゴンズの応援番組『ドラゴンズ・ノート』が放送されていた日曜17:00枠でこの番組はスタートした。当初の内容は、司会兼リポーターの神浩司と小林美穂子が日本各地のJリーグ加盟チームそれぞれを訪問し、各チームの主力選手やチーム全体の魅力に迫るというものだった。翌1993年春にJリーグが開幕すると、番組は地元チームの名古屋グランパスエイトを精力的に特集し、同チーム出場試合のハイライトシーンなどを放送するようになった。また、当時グランパスの選手だった小倉隆史出演の「小倉くん日記」なるコーナーはこの頃から放送されていた。
放送開始から2年後の1994年春、番組は日曜17:00枠を新番組の『行け!行け!!ドラゴンズ』に譲り、『笑撃的電影箱』終了後の跡地である土曜深夜枠へ移動した。この事を考慮してか、中日新聞の週間テレビガイド欄においては「Saturday Night Sports Viva!サッカー」（サタデーナイトスポーツ ビバ サッカー）という表記も用いるようになった。さらにその1年後の1995年春には水曜深夜枠へ移動した。

### Viva!グランパス
深夜枠への移動から2年後の1996年春、番組は『笑点』の放送枠縮小を機に日曜夕方枠へ復帰し、同時にタイトルを『Viva!グランパス』に変更。そして直前の時間帯に放送されていた『行け!行け!!ドラゴンズ』とともに、名古屋のプロ野球チーム・プロサッカークラブ双方を特集する30分の情報番組枠『中京テレビ スポーツタイム』を形成した。
それから1年後の1997年春、番組は『行け!行け!!ドラゴンズ』と正式に統合。名古屋のあらゆるスポーツ情報を取り扱う30分番組『SPORTS STADIUM』として生まれ変わり、単独の番組としては終了した。

## 放送時間
いずれも日本標準時。

### Viva!サッカー
- 日曜 17:00 - 17:15 （1992年4月12日 - 1994年3月27日）
- 土曜 24:25 - 24:45 （1994年4月2日 - 1995年3月25日） - 移動とともに放送枠が5分拡大。
- 水曜 24:45 - 25:00 （1995年4月5日 - 1996年3月27日） - 移動とともに放送枠が5分縮小。この枠自体が『NNNきょうの出来事』の放送状況に左右されていたため、15分遅れや30分遅れになることも多かった。

### Viva!グランパス
- 日曜 17:15 - 17:30 （1996年4月7日 - 1997年3月30日）

## 出演者
いずれも当時中京テレビアナウンサー。

### Viva!サッカー
- 神浩司 - 司会を担当。
- 小林美穂子 - アシスタントを担当。
- 安部まみこ[3] - 小林に替わってアシスタントを担当。

### Viva!グランパス
- 神浩司 - 司会を担当。
- 桐生順子 - アシスタントを担当。

## 備考
『SPORTS STADIUM』が2009年7月19日に行った「スポーツお宝映像一挙大公開」企画で、『Viva!サッカー』時代のVTRが放送されたことがある。このVTRの放送中、番組の放送期間は1992年4月から1995年3月までと書かれたテロップが表示されていたが、これは水曜深夜時代を見落としているので誤りである。